# Ідеальна кільцева в'язанка
Ідеальна кільцева в'язанка (ІКВ) — це циклічна послідовність {\displaystyle K_{n}} ({\displaystyle k_{1}} ,{\displaystyle k_{2}},…,{\displaystyle k_{n}}) чисел, на якій всі можливі кільцеві суми вичерпують значення чисел натурального ряду від 1 до S n=n(n — 1). Винахід пана Володимира Різника.

## Властивості
Кільцевою сумою називається сума будь-якої кількості (від 1 до n-1) послідовно розміщених елементів циклічної n-послідовності. Наприклад, циклічна послідовність (1,3,2,7), що на рис. 1, є ідеальною кільцевою в'язанкою, оскільки чотири (n=4) її елементи перелічують всі числа натурального ряду від 1 до {\displaystyle n(n-1)+1=13}, утворених рівно одним (R=1) способом обрання початкового та останнього елементів цієї послідовності, що додаються:
| 1,          |
| 2,          |
| 3,          |
| 4=1+3,      |
| 5=3+2,      |
| 6=1+3+2,    |
| 7,          |
| 8=7+1,      |
| 9=2+7,      |
| 10=2+7+1,   |
| 11=7+1+3,   |
| 12=3+2+7,   |
| 13=1+3+2+7. |

Рис. 1. ІКВ з чотирьох елементів: 1, 3, 2, 7.

Цей ряд можна продовжити, обираючи перший елемент для початку відліку та обходячи кільцеву схему більше одного разу, наприклад: 15=2+7+1+3+2 тощо.

## Різновиди ІКВ
Повні сім'ї деяких ІКВ для n ≤ 13
| n  | R | ІКВ |
| 4  | 1 | 1 3 2 7 1 2 6 4 |
| 4  | 2 | 1 1 2 3 |
| 5  | 1 | 1 3 10 2 5 |
| 5  | 2 | 1 1 2 3 4 |
| 6  | 1 | 1 2 5 4 6 13 1 2 7 4 12 5 1 3 2 7 8 10 1 3 6 2 5 14 1 7 3 2 4 14 |
| 6  | 3 | 1 1 2 1 2 4 |
| 7  | 3 | 1 1 2 1 3 2 5 |
| 8  | 1 | 1 2 10 19 4 7 9 5 1 3 5 11 2 12 17 6 1 3 8 2 16 7 15 5 1 4 2 10 18 3 11 8 1 6 12 4 21 3 2 8 |
| 8  | 4 | 1 1 1 2 2 1 3 4 |
| 9  | 1 | 1 2 4 8 16 5 18 9 10 1 4 7 6 3 28 2 8 14 1 6 4 24 13 3 2 12 8 1 11 8 6 4 3 2 22 16 |
| 9  | 2 | 1 2 4 10 7 1 4 6 2 1 25 4 2 3 1 12 7 |
| 9  | 4 | 1 1 1 2 2 5 1 3 3 |
| 9  | 6 | 1 1 1 1 1 2 2 1 3 1 1 1 1 2 1 1 3 2 |
| 10 | 1 | 1 2 6 18 22 7 5 16 4 10 1 3 9 11 6 8 2 5 28 18 1 4 2 20 8 9 23 10 3 11 1 4 3 10 2 9 14 16 6 26 1 5 4 13 3 8 7 12 2 36 1 6 9 11 29 4 8 2 3 18 |
| 10 | 5 | 1 1 1 2 2 5 1 2 1 3 |
| 11 | 5 | 1 1 1 2 2 1 3 1 3 2 6 |
| 12 | 1 | 1 2 9 8 14 4 43 7 6 10 5 24 1 2 12 31 25 4 9 10 7 11 16 5 1 2 14 4 37 7 8 27 5 6 13 9 1 2 14 12 32 19 6 5 4 18 13 7 1 38 9 5 19 23 16 13 2 28 6 1 3 12 34 21 2 8 9 5 6 7 25 1 3 23 24 6 22 10 11 18 2 5 8 1 4 7 3 16 2 6 17 20 9 13 35 1 4 16 3 15 10 12 14 17 33 2 6 1 4 19 20 27 3 6 25 7 8 2 11 1 4 20 3 40 10 9 2 15 16 6 7 1 5 12 21 29 11 3 16 4 22 2 7 1 7 13 12 3 11 5 18 4 2 48 9 1 8 10 5 7 21 4 2 11 3 26 35 1 14 3 2 4 7 21 8 25 10 12 26 1 14 10 20 7 6 3 2 17 4 8 41 1 15 5 3 25 2 7 4 6 12 14 39 1 22 14 20 5 13 8 3 4 2 10 31 |
| 12 | 6 | 1 1 1 1 2 2 1 3 1 3 2 5 |
| 13 | 4 | 1 1 2 1 3 5 1 3 2 5 2 8 6 1 1 3 7 6 4 2 2 1 2 3 1 7 |

Циклічна послідовність (1,1,2,3) є також ідеальною кільцевою в'язанкою, оскільки чотири (n=4) її елементи перелічують всі числа натурального ряду від 1 до {\displaystyle n(n-1)/R=6} , утворених рівно двома (R=2) різними способом обрання початкового та останнього елементів цієї послідовності:
| 1, 1             |
| 2, 2=1+1         |
| 3, 3=2+1         |
| 4=3+1, 4=1+1+2   |
| 5=2+3, 5=3+1+1   |
| 6=1+2+3, 6=2+3+1 |

Рис. 2. Повна сім'я гармонійних подвійних співвідношень від 1:12 до 1:12 з ІКВ 1, 3, 2, 7.

Окрім того, з ІКВ, наприклад, з (1, 3, 2, 7) можна отримати будь-яке двомісне співвідношення від 1:12 до 12:1. Сума чисел цього ІКВ 1+3+2+7=13 може бути розбита на частини так, щоб у множині всіх можливих способів його розбиття отримати ряд двомісних пропорцій (рис. 2). Таких сум є безліч.
Багатовимірна ІКВ — це циклічна n-послідовність сумірних багатовимірних елементів, наприклад, t-вимірних векторів, множина усіх кільцевих вектор-сум яких, обчислених за відповідними модулями перелічує координати правильної t-вимірної решітки фіксоване число разів.
Кільцевою вектор-сумою називається сума будь-якої кількості (від 1 до n-1) послідовно розміщених t-вимірних векторів кільцевої n-послідовності. Прикладом двовимірної (t=2) ІКВ є циклічна послідовність векторів ((0,1), (0,2), (1,1)), де модулем (довжиною циклу) першої складової двовимірного вектора є {\displaystyle m_{1}}=2, а другої — {\displaystyle m_{2}} =3. Обчисливши всі кільцеві вектор-суми з урахуванням числових значень відповідних модулів, легко перевірити, що вони вичерпують множину координат двовимірної решітки 2×3:
{\displaystyle {\begin{matrix}(0,0)&(0,1)&(0,2)\\(1,0)&(1,1)&(1,2)\end{matrix}}}
Однією з необхідних умов існування t-вимірної ІКВ з параметрами n, R є вимога ({\displaystyle m_{1}} ,{\displaystyle m_{2}},…,{\displaystyle m_{t}})=1, де {\displaystyle m_{1}}, {\displaystyle m_{2}}, {\displaystyle m_{t}} — розміри t-вимірної решітки, добуток числових значень яких дорівнює {\displaystyle n(n-1)/R} або {\displaystyle [1+n(n-1)]/R}. Теоретично доведено, що існує як завгодно багато ІКВ.
Будь-яка з наявних ідеальних в'язанок з ланцюжковою структурою — так звана «ідеальна лінійка Голомба» є частиною відповідної ІКВ. На відміну від ідеальної лінійки Голомба, існує нескінченно багато ІКВ.

## Зв'язок із класичною теорією
Теорія ІКВ базується на окремих розділах комбінаторного аналізу, алгебричної теорії чисел та полів Ґалуа.

## Застосування
ІКВ знаходять застосування в контрольно-вимірювальній техніці, інформаційних і комп'ютерних технологіях, електротехніці та радіофізиці, кібернетиці й логістиці.